# 龍應台香港大學演講事件
2016年12月7日，作家龍應台在香港大學發表題爲“一首歌，一個時代”的演講，介紹了多首歌曲及其背後的故事。
在演講中與聽者互動的環節，香港浸會大學副校長周偉立在被問到“啟蒙歌曲是什麼”時，以主題爲朝鲜战争的中華人民共和國電影《上甘嶺》的主題曲《我的祖國》爲答。龍應台發問“真的？《我的祖国》怎么唱？头一句是什么？”，随后場內觀眾一同合唱此歌。
該演講的短片被上傳到網絡後，掀起熱烈的討論與爭議，尤其在中國大陸廣泛傳播。2016年12月18日，龙应台在发表文章《大河就是大河》，回应此事，也引发争议。

## 背景
龍應台並非首次發表以“歌曲”爲主題的演講。

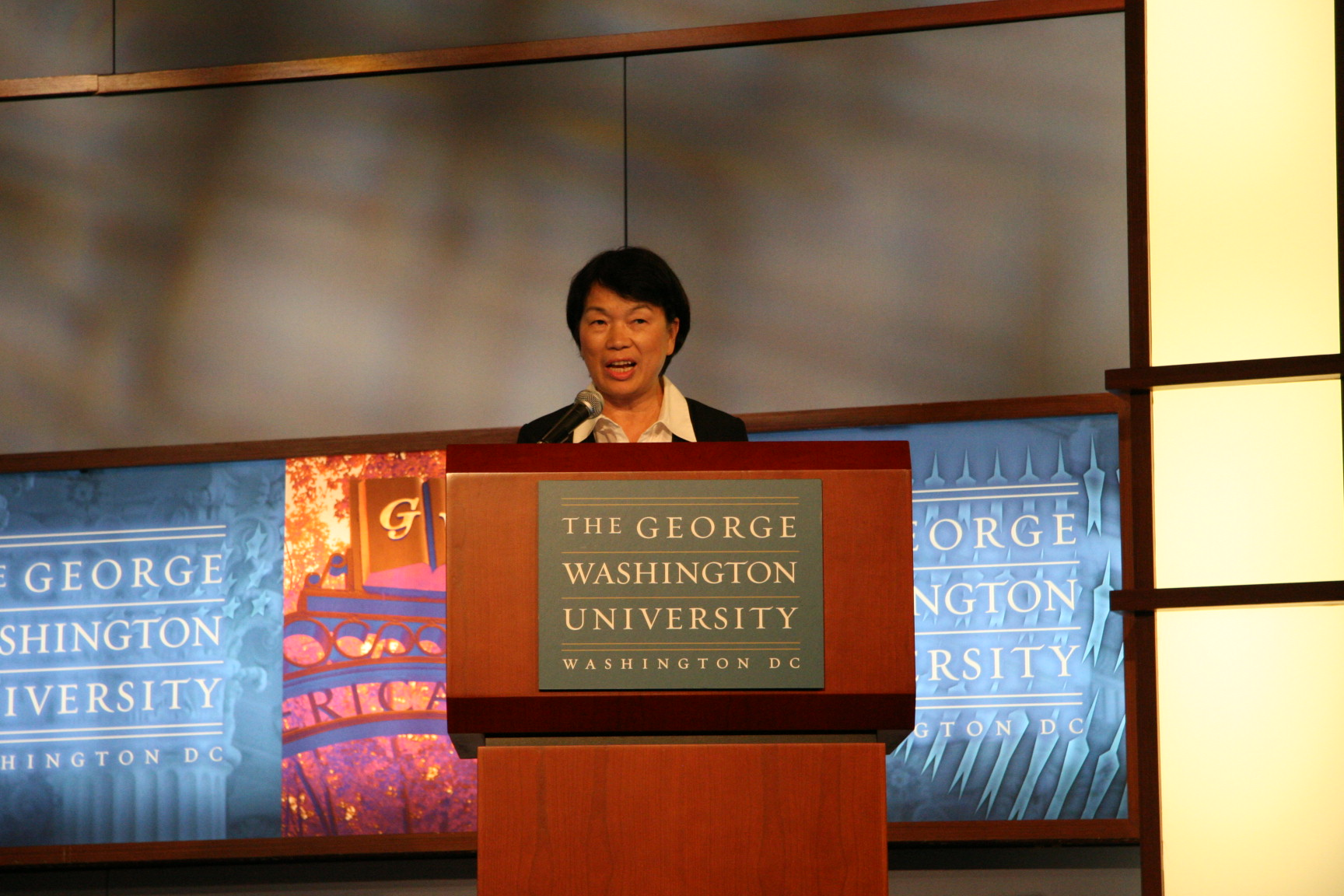
龍應台在美國喬治華盛頓大學演講，2012年。

2012年8月31日，龍應台在加拿大溫哥華英屬哥倫比亞大學以“華文、華流、華文化——對華文世界的美好想象”爲題的講演中，列舉了《莉莉瑪蓮》、《何日君再來》、《亞細亞的孤兒》三首曲子：
|  | 我也想象這樣的未來，華人的駐市作家，能從北京到新加坡，從成都到台北，整個華文世界都是作家、作曲家、畫家、思想家的國土，中文就是他唯一的護照。歌的穿透，可以帶頭。 |

2016年9月17日，在中國寧夏银川当代美术馆發表同名演讲“一首歌，一个时代”，介紹了《四郎探母》、《五月的风》、《雨夜花》、《安息歌》四曲歌。她說：
|  | 歌如历史，自己有脚。歌，是有独立生命的。 你希望它流行，它不见得流行。 你认为它只有一种意义，它钻入地底，出现时是一种全新的宣示。 你希望它演灭，消失，它却四处流转，如星火燎原。 一首歌，其实就是一个时代。 |

她在2007年出版的書信集《親愛的安德烈》中也曾寫道：
|  | 流行文化經過時間的篩子，泥沙被淘汰，金塊被留下，留下的就被叫做經典或古典。 |

|  | 你的“嘻哈”音乐，...我想可能也有一种所谓“文化的创意误解”这种东西。美国黑人所编的词，一跨海到欧洲，欧洲人所接收的意义就变了质。所以低俗粗暴的可能被当作“酷”，而在欧洲你认为是Kitsch的，可能被别的文化圈的人所拥抱。音乐的“文本”，也是一个活的东西，在不同的时空和历史情境里，它可以像一条变色龙。 |

網絡關注焦點的《我的祖國》一曲，是中國大陸1956年的電影《上甘嶺》的插曲，歌唱的是中國河山的風光。該電影講述的是朝鲜战争中的上甘嶺戰役。有觀點認為，該曲可以稱之為經典的「紅歌」；而《上甘嶺》是反美電影，也引發對上甘嶺戰役、朝鮮戰爭、冷戰起因乃至中美關係的反思。

## 講演內容與話題事件
演講當晚，據龍應台回憶，可容納上千人的香港大學礼堂满座；大概一半是香港人，一半是大陆學生，少许台湾人和其他地区的华人。
演講中，她介紹了《啊朋友再见》、《Imagine》、《綠島小夜曲》、《四郎探母》、《五月的風》等歌曲與其背後的故事：
龍應台在演講後發表的文章中說，演講之前，她对身边的香港朋友们做了調查，有幾位都選了约翰·列侬的 《Imagine》。她說：“那充满人道主义理想色彩的歌，感动了太多青春易感的心，而这首歌，列侬自己说，内容‘几乎就是个共产主义宣言。’”於是，她決定演讲从几首歌词内容经过多重意义转换的外文歌曲说起，如南斯拉夫电影《橋》的主题曲《啊朋友再见》。她說：“从农民的耕作民谣转换成游击队歌曲，到了七十年代，透过电影的力量风靡了整个中国。”
演講中，她又談到《綠島小夜曲》本是一首愛情歌曲，卻在台灣戒嚴時期被認為有著政治主題，又在2006年的台灣“倒扁遊行”上被演唱，亦在香港被改編歌詞成為電影《監獄風雲》的主題歌；《四郎探母》對於自己父親的意義、戰爭主題的深遠傳唱，並呼籲年輕人要重視傳統的戲曲；《五月的風》對於自己母親等在國共內戰遷至台灣的一代人的撫慰，以及後來被中國共產黨認定為“黃色”歌曲的經歷；等等。她說：
|  | 歌曲，因为时空更替，与不同的集体记忆接轨而产生完全不同于初衷的意义，但是每一个意义都是真实的。 |

|  | 一首好歌是歷史的見證者是集體情緒最忠實的見證者。 |

|  | 一首歌能够经历数十年依然不被忘记，是因为它是时代、是历史，更是每一个人的回忆与安慰。 |

在隨後的互動中，龍應台問起台下聽眾的人生啟蒙歌。坐在聽眾席前排的香港浸會大學副校長周偉立回答：「是進大學時，好多師兄帶我們唱的《我的祖國》」（註：周偉立，香港人，1983年香港大學工業工程系學士畢業）。龍應台便問道：「真的？《我的祖國》怎麼唱，頭一句是什麼？」根據媒體對視頻的描述，龍應台當時“驚訝地反問”、“谜之尴尬地笑了”，“回顧整段，最精采的要算是龍應台回應的那兩個字︰‘真的？’她的表情，充滿了疑惑。”
周偉立唱起該歌曲的第一句：「一條大河波浪寬……」，當他唱第二、第三句的時候，一個接一個的聽眾參與他的歌唱。龍應台臉帶微笑以示鼓勵，並隨著拍子點頭欣賞起來。會場上《我的祖國》歌聲越來越大，最後形成頗有聲勢的集體大合唱。
此外，在問答環節中龍應台談起「什麼叫經典歌曲」。她強調，所謂的經典是超越「假造的規範」、「強制的壓迫」和「能夠觸及人心深處最柔軟的那一塊」。還有学生稱，其啟蒙歌曲是中華人民共和國國歌《義勇軍進行曲》，並問：“这首歌最明显的特点在于它的政治性。作曲者...是否需要承担一定的社会或时代责任？”龙应台則回复道，“《義勇軍進行曲》在成为国歌之前，它不是国歌，它是一个抗日歌曲。我会觉得，一个好的作品，它就是好，而不需要去回答……思想性够不够。它是一个好的作品时，它会有各种不同的、微妙的，你不见得能用公式区分析它的原因。”
據報道，講座現場氣氛良好。

## 影響與回應
演講時拍攝的視頻被上傳至網絡上，引發華人地區特別是中國大陸的網絡中的熱烈傳播和討論。中國大陸人民日報的微博也發佈了該視頻。

### 龍應台本人
龍應台在演講後發表的文章《大河就是大河》中這樣描述她的感想：
|  | 当坐在第一排的周伟立教授回答说，他的启蒙歌是「我的祖国」时，...我...第一个念头就是，这是一首「红歌」，身为大学副校长的周伟立在一千个师生面前不避讳地说自己的启蒙歌曲是一首「红歌」，需要勇气。但我欣赏他的诚实。七十年代的香港，尤其是七十年代的香港大学，所处的氛围曾经被称为「火红的年代」，就如同1971年列侬发表的Imagine所倾诉的，那时的港大学生，在英国帝国统治的阴影中，是多么憧憬那个红色的「祖国」可以带来公平正义和民族自尊。周伟立所说的「师兄们」，就是那「火红的年代」里拥抱着纯真信仰的一整代年轻人。他的「启蒙」来自那个年代对理想最热切、最激情的追求，由一首歌来代表，在他脱口而出的那一个刹那，我就懂了。 可是这首歌我没听过－－我想听，而且这一半陆人一半港人的场内，听一首对方深爱但是自己不识的歌，不是最好的倾听吗？演讲的最终目的，其实不在于讲，而在于倾听。我的念头全部都在一瞬间闪现：让我们听听这首歌吧。于是我当场邀请大家一起合唱。 听众开始唱时还有点害羞，零零落落的，但是旋律的优美有一种感染力，一会儿就唱开了。歌声流荡，化解心中原有块垒，坐在一旁不相识的人在唱歌时相视而笑，是多么美好的事，我于是让大家合唱的时间拉长一点，虽然演讲时间已经所剩无几。让我惊讶的是，原以为大陆人之间会有代沟－－也许年轻人不太会唱，但是发现年轻人一样纯熟地唱；原以为港人可能不太会，发现港人能唱的也很多。 一首歌，在不同的时空里，撞见不同的记忆，就产生不同的情愫和意义。在港大大堂里一千人坐在一起唱歌的那几分钟，在当下的情境里，唱的就是大河波浪，咏的就是稻花白帆，歌所带出来的个人记忆当然不同，可能是往日初恋，可能是家国情怀，可能是某种不堪回首，可能什么都没有，就是那简单美丽的旋律; 那是非常纯净的几分钟。 歌的意义会转换，歌的温柔力道强于刀剑，正好是我整个演讲的核心。 有时候，真的，大河就是大河，稻花就是稻花罢了。當一個半小時的演講被切出一個碎片，然後那純淨自然、敞開傾聽的片刻突然變成一個刀光劍影的東西，我只能說，這樣充滿猜疑地活著，不累嗎？ |

龍應台作為回應的文章及其結尾段中的“大河就是大河，稻花就是稻花”的說法也在中國大陸的網絡上引發爭議

### 香港
香港一國兩制研究中心總研究主任方舟：“那時在英國殖民地的管治下，最積極活躍的學生運動是一邊反殖，一邊追尋身份認同，名為‘放認關爭’。當中1968年的‘爭取中文成為法定語文’及1971年的‘保衛釣魚臺’甚具標誌性。在如此時代背景下，周校長的回應甚是自然。”“就算是龍應台如此有文化底蘊的人，也一時之間難以離開她一直以來西方那一套自由、民主、反專制的思考維度，去判斷周校長的回應，最後還是判斷不了，難以理解。”、“龍應台縱使一時疑惑，但她在面對難以理解的事，還是選擇了‘傾聽’，於是讓觀眾繼續唱下去，於是有了那一段大合唱以及今天的討論。這點還是值得大家學習。”

### 中國大陸
- 北京大学教授张颐武接受《环球时报》采访时称：港大虽然被一些人认为鼓吹“港独”，但香港的力量对比是复杂的，社会状况也不简单；香港有爱国爱港的历史传统，很多人并没有高调说出来，但在一些特殊场合和情景下会显示出来，因此在香港出现这种现象不奇怪。[13]
- 中國大陸《南方周末》刊登署名李德裕的读者评论称，“《大河就是大河》读了之后，让人感觉写得有些牵强，难以自圆其说。”“这么浅近的文义，一看歌词就明白，想解释成别的太牵强了。”“对祖国的认同感是在血液中流淌着的，能超越时空，可能会蛰伏，但不会消失，在适当情景下就会被唤起。……谁在忧惧并试图抹杀这种感情呢？ 龙应台一番费力的解释，我只能呵呵了。”[14]
- 中國大陸《環球時報》总编辑胡锡进以笔名单仁平撰文分析，在全場合唱《我的祖國》後，“龙应台当时显得有些尴尬，她说了一些文青喜欢的抒情词汇，予以搪塞”；年轻听众说其启蒙歌曲是《义勇军进行曲》時，更让龙应台“不知如何回应是好”。龙应台发表的回应文章“继续很文青、抒情”、到结尾处“忍不住”、“意思是把这首歌当成‘简单美丽的旋律’来欣赏就行了，不需要有爱国的引申”。“重要的是龙应台不敢或者不愿意面对现实，她在问听众什么是他们的启蒙歌曲时，显然完全没有想到回答竟是这样的，尤其没有想到现场会有那么多人会唱《我的祖国》。这首歌所反映的价值观与龙应台的价值观相去甚远，所以她想忽略这首歌的时代意义，把它归入‘简单美丽的旋律’。如果现场听众说出的是与内地意识形态完全对立的歌曲，她的解读大概就是另一种样子了。”“她作为台湾曾经的‘文化部长’，与大陆也有交流，却没听说过《我的祖国》这首歌，反映了她眼界的局限性。台湾的经济发展早了大陆一步，但不能不说，台湾作为一个“小社会”的很多东西难免会在那里知识分子的身上留下烙印。”“龙应台表现出的则是‘小清新’的执着与清高，她应当对这样的局限性，尤其是她的国家认同缺陷有清醒认识。”[5]
- 中國大陸《解放軍報》刊文《大河不只是大河》反驳龙应台称“這條大河，記載著一場保家衛國的戰爭，蘊藏著一個民族的文化記憶。”[15]

### 其他报道
- 據報道，龍應台在演讲中谈到《绿岛小夜曲》时说，那“绝对不只是一首情歌”，而是“含着很重很重的政治抗议的一首歌”，突出了那首歌与时代的关系，據此很多内地网友批评龙应台：“自相矛盾”“双重标准”。[5]
- 據報道，有大陸網友評論稱「感動地哭了」、「愛國港人還是佔大多數」、「這是一場洗腦對決」、「真替主講人感到尷尬」。[16]